# Kidd-Inseln
Die Kidd-Inseln sind eine kleine Inselgruppe vor der Loubet-Küste des Grahamlands auf der Antarktischen Halbinsel. In der Darbel Bay liegen sie unmittelbar südlich der Darbel-Inseln.
Luftaufnahmen entstanden bei der Falkland Islands and Dependencies Aerial Survey Expedition (1956–1957). Das UK Antarctic Place-Names Committee benannte sie im Jahr 1960 nach dem britischen Physiker Dudley Arthur Kidd (1863–1921), der 1888 erste Untersuchungen zur Verformung von Eiskristallen durchgeführt hatte.